# Easy Star All-Stars

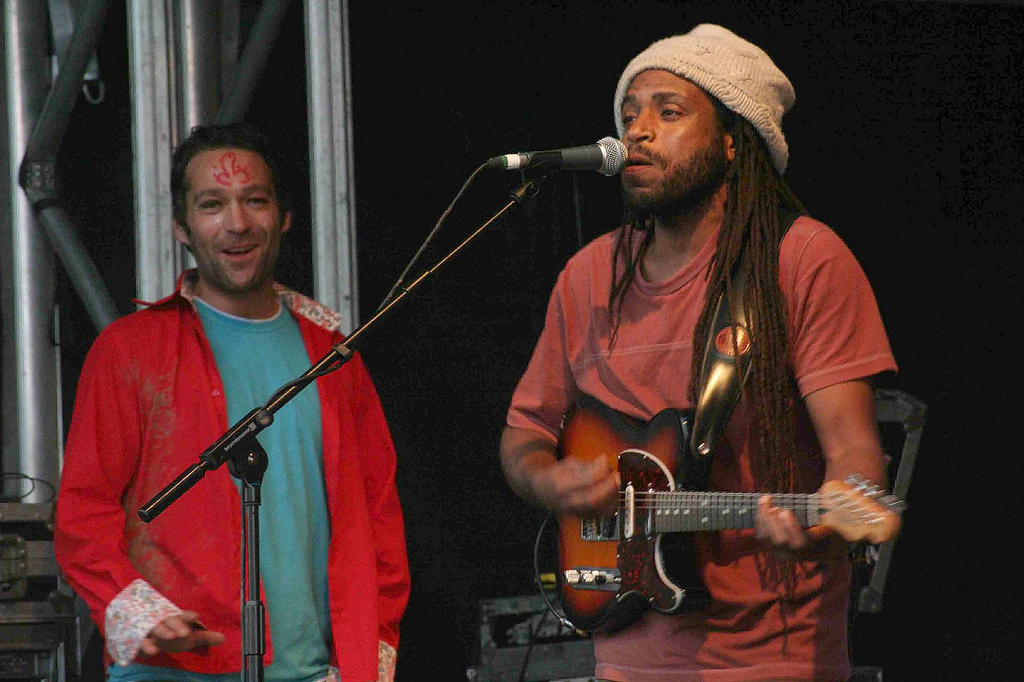

Easy Star All-Stars is een Amerikaanse reggaegroep met wisselende samenstelling. De band maakt vooral reggaecovers van rockalbums. De groep werd opgericht door het platenlabel Easy Star Records.
In 2003 bracht de groep Dub Side of the Moon uit, een reggaeversie van het gehele album The Dark Side of the Moon van Pink Floyd. In 2006 volgde Radiodread, een cover van het album OK Computer van Radiohead. De ep Until That Day uit 2008 bevatte eigen nummers en slechts één covernummer, wederom van Radiohead. In 2009 zette Easy Star All-Stars het Beatlesalbum Sgt. Pepper's Lonely Hearts Club Band nummer voor nummer om naar Easy Star’s Lonely Hearts Dub Band. Dit album stond 52 weken in Billboards Reggae Albums Chart. In 2010 werd The Darkside of the Moon nogmaals onder handen genomen voor het album Dubber Side of the Moon met dubremixen van onder anderen Adrian Sherwood en Mad Professor. In 2011 volgde First Flight met eigen werk en in 2012 was het de beurt aan Michael Jacksons album Thriller om gecoverd te worden door Easy Star All-Stars.